# Clay Plume
Clay Plume (né le 14 mai 1983 à Standoff, dans la province de l'Alberta au Canada) est un joueur professionnel canadien de hockey sur glace.

## Carrière de joueur
D'origine amérindienne, membre de la Tribu des Blood, aussi appelés Kanai, il joua son hockey junior dans la Ligue de hockey de l'Ouest de 2001 à 2004. Il commença sa carrière professionnelle à la fin de la saison 2003-2004 avec les Checkers de Charlotte dans la East Coast Hockey League.
Il joua une saison de plus dans l'ECHL avant de joindre les rangs de la Ligue centrale de hockey. Il évolue actuellement avec le Mudbugs de Bossier-Shreveport. Il remporte le championnat de la ligue en 2011 avec les Mudbugs.

## Statistiques
| Saison    | Équipe                           | Ligue |    | Saison régulière | Saison régulière | Saison régulière | Saison régulière | Saison régulière |   | Séries éliminatoires | Séries éliminatoires | Séries éliminatoires | Séries éliminatoires | Séries éliminatoires |
| Saison    | Équipe                           | Ligue | PJ | B                | A                | Pts              | Pun              | PJ               | B | A                    | Pts                  | Pun                  |                      |                      |
| 2001-2002 | Hurricanes de Lethbridge         | LHOu  | 56 | 2                | 13               | 15               | 88               | 4                | 0 | 2                    | 2                    | 2                    |                      |                      |
| 2002-2003 | Hurricanes de Lethbridge         | LHOu  | 56 | 8                | 10               | 18               | 101              | -                | - | -                    | -                    | -                    |                      |                      |
| 2003-2004 | Hurricanes de Lethbridge         | LHOu  | 44 | 7                | 14               | 21               | 45               | -                | - | -                    | -                    | -                    |                      |                      |
| 2003-2004 | Cougars de Prince George         | LHOu  | 25 | 5                | 6                | 11               | 21               | -                | - | -                    | -                    | -                    |                      |                      |
| 2003-2004 | Checkers de Charlotte            | ECHL  | 8  | 0                | 2                | 2                | 2                | -                | - | -                    | -                    | -                    |                      |                      |
| 2004-2005 | Bombers de Dayton                | ECHL  | 45 | 1                | 4                | 5                | 56               | -                | - | -                    | -                    | -                    |                      |                      |
| 2005-2006 | Killer Bees de Rio Grande Valley | LCH   | 64 | 5                | 11               | 16               | 55               | 6                | 0 | 1                    | 1                    | 4                    |                      |                      |
| 2006-2007 | Rage de Rocky Mountain           | LCH   | 64 | 8                | 18               | 26               | 75               | -                | - | -                    | -                    | -                    |                      |                      |
| 2007-2008 | Rage de Rocky Mountain           | LCH   | 64 | 7                | 25               | 32               | 76               | -                | - | -                    | -                    | -                    |                      |                      |
| 2008-2009 | Rage de Rocky Mountain           | LCH   | 8  | 1                | 3                | 4                | 6                | 3                | 1 | 0                    | 1                    | 4                    |                      |                      |
| 2009-2010 | Rush de Rapid City               | LCH   | 19 | 0                | 8                | 8                | 14               | -                | - | -                    | -                    | -                    |                      |                      |
| 2009-2010 | Mudbugs de Bossier-Shreveport    | LCH   | 38 | 1                | 7                | 8                | 33               | 8                | 2 | 0                    | 2                    | 13                   |                      |                      |
| 2010-2011 | Mudbugs de Bossier-Shreveport    | LCH   | 54 | 4                | 11               | 15               | 30               | 21               | 2 | 3                    | 5                    | 15                   |                      |                      |

## Trophées et honneurs personnels
- 2011 : champion de la Coupe du Président Ray Miron, dans la Ligue centrale de hockey, avec les Mudbugs de Bossier-Shreveport